# Paolo III di Costantinopoli
Paolo III (in greco Παῦλος Γʹ?; ... – 20 agosto 694) è stato un arcivescovo bizantino, patriarca ecumenico di Costantinopoli dal 687 al 693. La Chiesa ortodossa lo riconosce come santo e lo ricorda il 30 agosto.
Il Concilio in Trullo, convocato nell'anno 692 a Costantinopoli, venne presieduto dal patriarca Paolo.
Durante il suo patriarcato, il Partenone ad Atene venne inaugurato come chiesa cristiana.